# Таушкасинське сільське поселення
Таушка́синське сільське поселення (рос. Таушкасинское сельское поселение) — муніципальне утворення у складі Цівільського району Чувашії, Росія. Адміністративний центр — присілок Таушкаси.
Станом на 2002 рік існували Імбюртська сільська рада (присілки Імбюрті, Опнери) та Тюнзирська сільська рада (присілки Антраки, Байгеєво, Таушкаси, Торваші, Тюнзири).

## Населення
Населення — 1391 особа (2019, 1643 у 2010, 1916 у 2002).

## Склад
До складу поселення входять такі населені пункти:
| Населений пункт    | Населення, осіб (2002) | Населення, осіб (2010) |
| ------------------ | ---------------------- | ---------------------- |
| Антраки, присілок  | 37                     | 26                     |
| Байгеєво, присілок | 234                    | 238                    |
| Імбюрті, присілок  | 281                    | 196                    |
| Опнери, присілок   | 95                     | 79                     |
| Таушкаси, присілок | 910                    | 763                    |
| Торваші, присілок  | 125                    | 102                    |
| Тюнзири, присілок  | 234                    | 239                    |